# Тель-Авів (порт)
Тель-Авів Порт (נמל תל אביב; Namal Tel Aviv) — старий порт в Тель-Авіві, Ізраїль.

## Історія
Він був використаний в період з 1938 по 1965 роки. Розташовувався поряд з гирлом річки Яркон. Після свого закриття в 1965 році, був перенесений в порт Ашдод і став складською площею.

## Сучасний стан
У 2000-х був реконструйований і став комерційною зоною відпочинку.

## Галерея

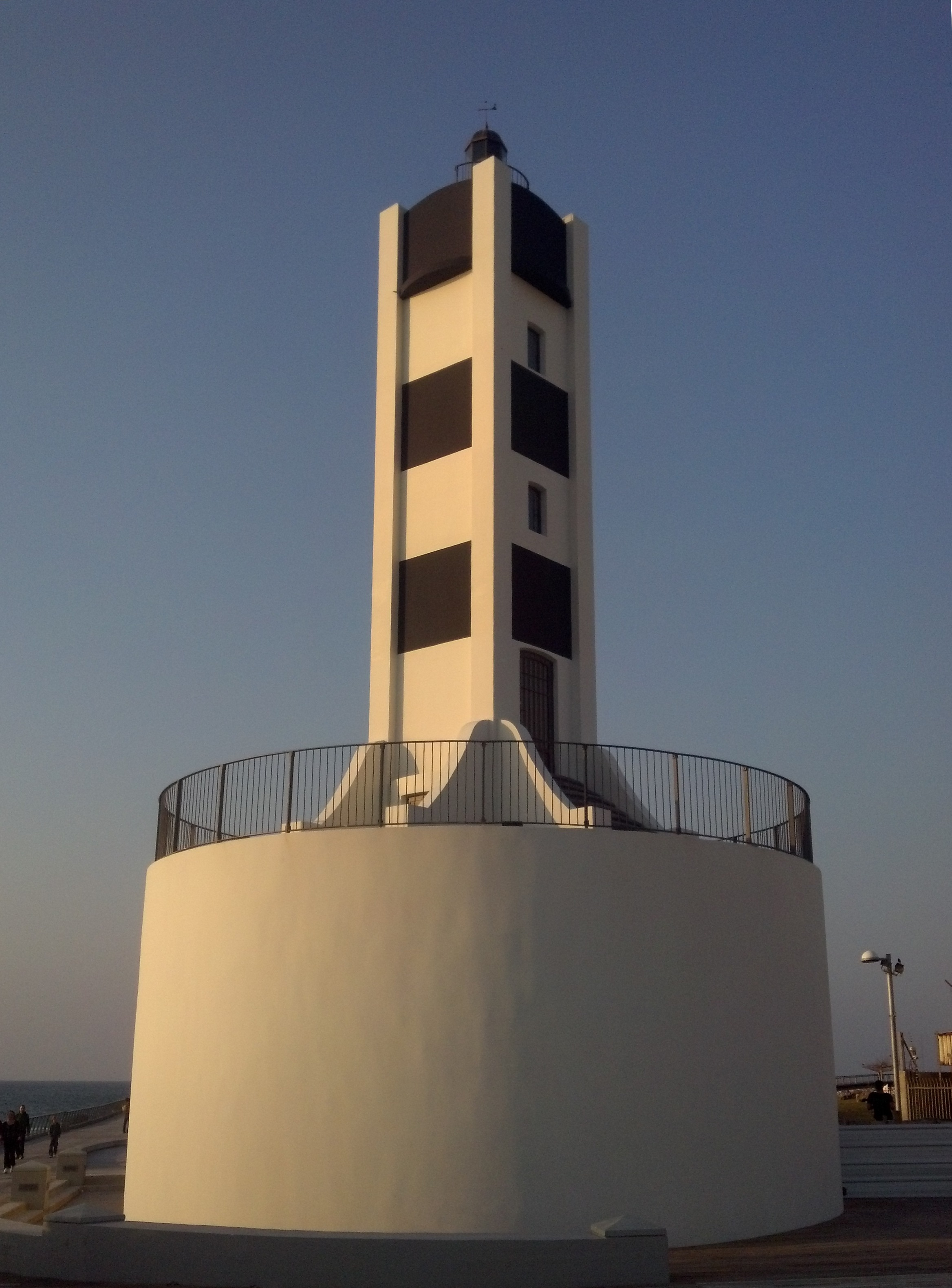
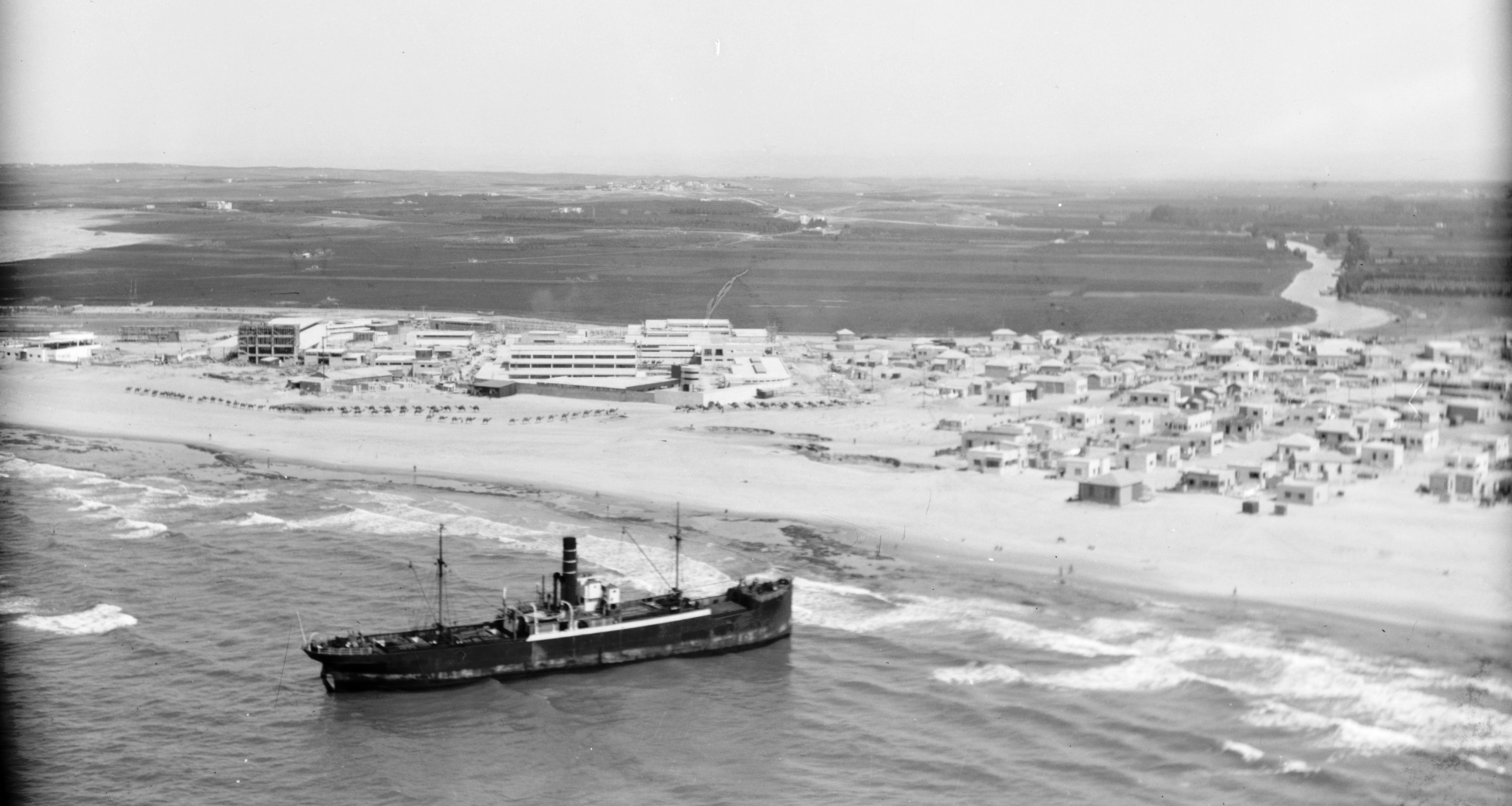
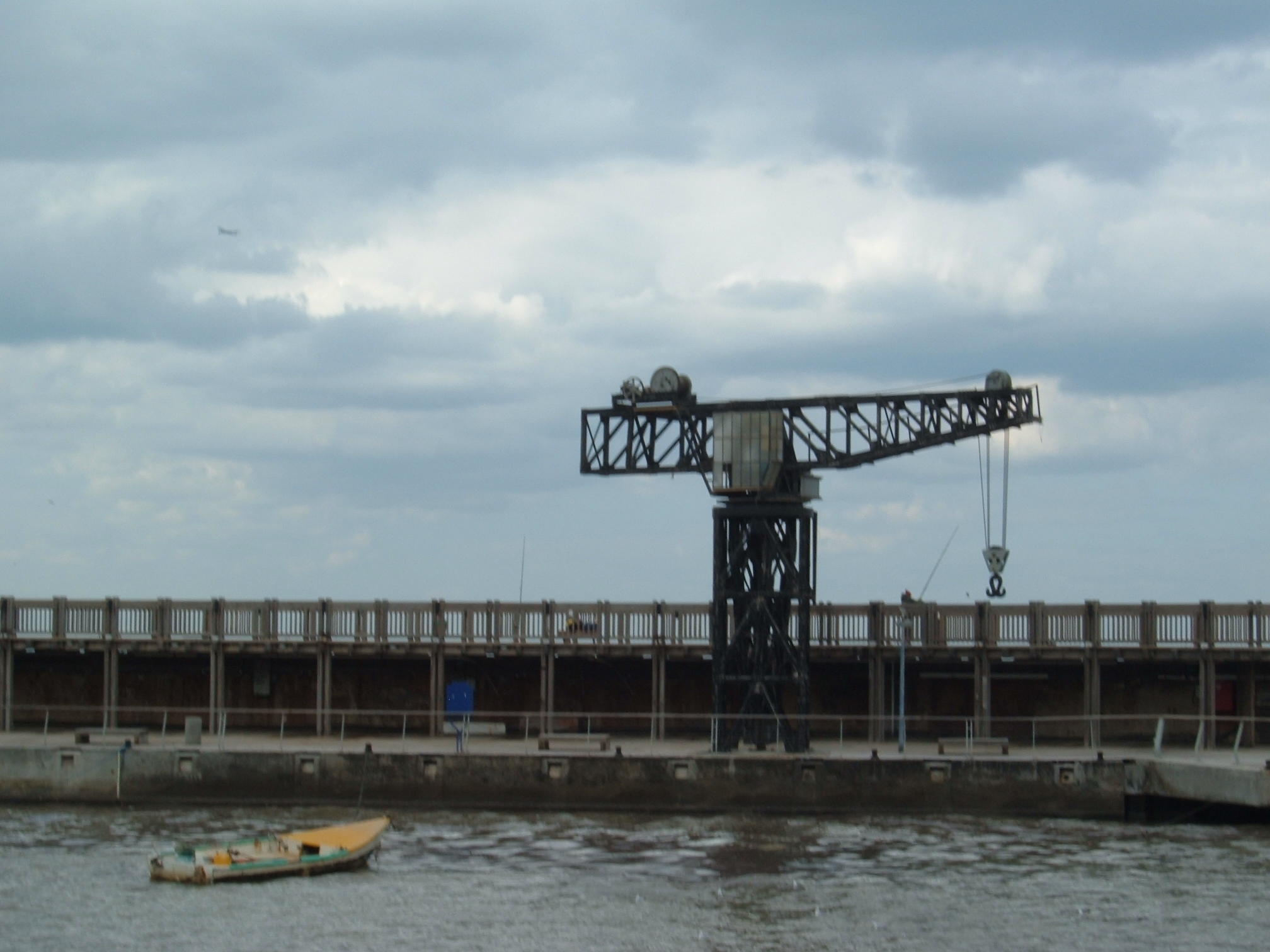
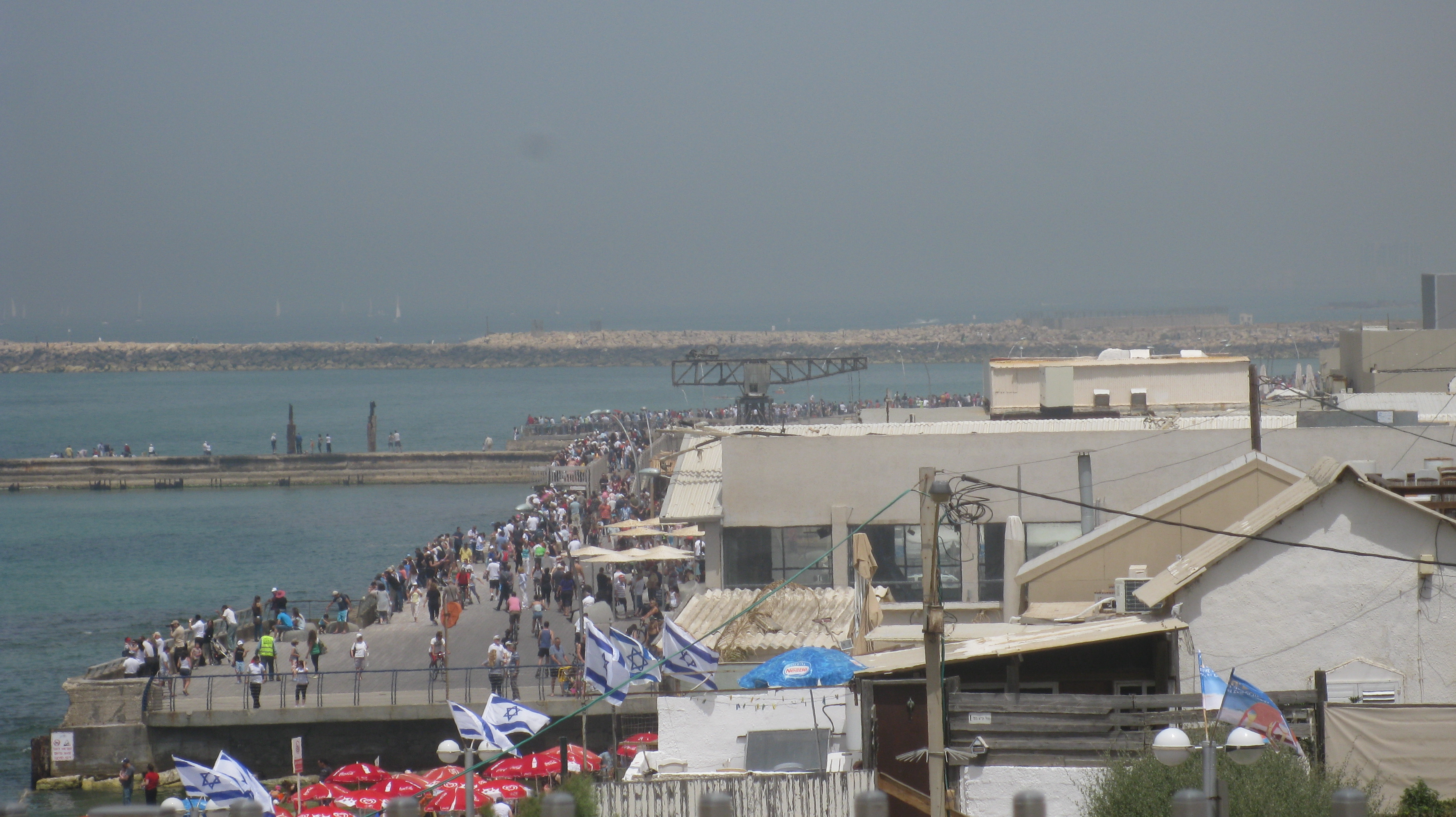
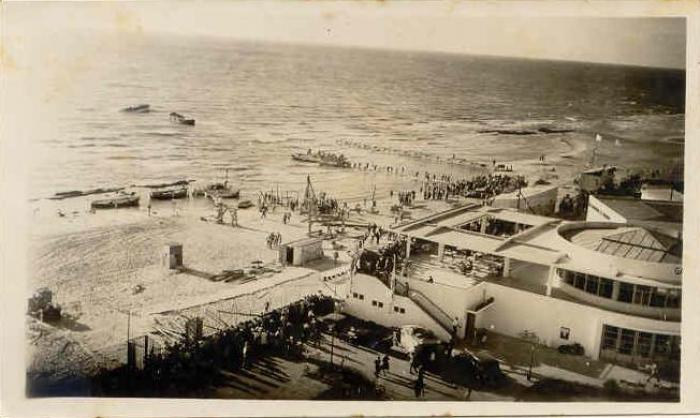